# فرچه‌پای گینه نو
فرچه‌پای گینه نو (نام علمی: Hypocysta aroa) نام یک گونه از تبار قهوه‌ای‌بالان ساتیرینی است.